# Transferència de coneixement
La transferència de coneixement és la situació que es dona quan es transfereix coneixement d'una part de l'organització a una altra. Com en la gestió del coneixement, la transferència de coneixement té com a objectiu organitzar, crear, capturar o distribuir coneixement i assegurar-ne la seva disponibilitat a futures persones que l'utilitzin. És considerada més que com un simple problema de comunicació. Si només fos això, una simple memòria, un correu electrònic o una reunió acomplirien la transferència de coneixement. La transferència de coneixement és més complexa perquè el coneixement es troba en els membres de l'organització, en els instruments, en les tasques i en les seves xarxes de suport.
Hi ha tres conceptes relacionats i propis de les ciències de la salut que són la “utilització del coneixement", la ”utilització de la recerca” i la “implementació”, que descriuen el procés de portar una nova idea, protocol o tecnologia d'una manera eficaç i continuada en un centre assistencial. L'estudi de la utilització del coneixement o implementació, en anglès (KU/I) és una conseqüència directa del moviment partidari de la medicina basada en evidències i en la recerca. Tanmateix, l'estudi conclou que no s'utilitzen pràctiques d'atenció mèdica amb una eficàcia demostrada de manera consistent en centres d'assistència. La transferència de coneixement també inclou la transferència de tecnologia, però abasta molt més que aquesta.

## Transferència de coneixement entre el sector públic i privat
Cada cop més, les economies més avançades estan canviant el seu focus de la producció basada en recursos a la basada en coneixement, de manera que molts governs consideren el “coneixement” i la “innovació" com a significatives forces motrius del creixement econòmic, el desenvolupament social i la creació de llocs de treball. En aquest context, la promoció de “la transferència de coneixement” ha esdevingut un tema de creixent interès polític i econòmic. L'assumpció que cal incrementar la col·laboració entre la indústria i les universitats està present en bona part de la bibliografia sobre innovació. D'altra banda, la universitat ha estat considerada com “el gran, extraordinàriament desconegut i certament infraexplotat recurs que contribueix a la creació de riquesa i competitivitat econòmica".
Les universitats i altres institucions de recerca del sector públic han acumulat al llarg dels anys molta experiència a nivell pràctic en la transferència de coneixement “a través” de la frontera entre el sector públic que produeix coneixement i el privat que explota aquest coneixement. Moltes facultats i centres de recerca han desenvolupat protocols i polítiques per descobrir, protegir i explotar els drets de Propietat Intel·lectual (PI). També vetllen per assegurar que la PI és transferida amb èxit a les corporacions privades o transferida a noves companyies formades per a la seva explotació. Les vies de comercialització de la PI, produïda per facultats i centres de recerca públics, són les patents, les aliances d'empreses, spin-offs o contractes basats en gratificacions. Organitzacions com ara AUTM, als EUA,  o bé The Institute of Knowledge Transfer al Regne Unit, SNITTS, a Suècia, i l'Association of European Science and Technology Transfer Professionals, a Europa, han creat una xarxa per als professionals de la transferència de coneixement que ja sigui al sector públic o privat que identifiquen les millors pràctiques i desenvolupen eines eficients i tècniques per a la gestió de la Propietat Intel·lectual produïda als centres de recerca públics o a facultats virtuals en què es poden trobar Communities of Practice, que s'origina per a persones involucrades en la transferència de coneixement i per tal de facilitar la connectivitat (en són exemples The Global Innovation Network Arxivat 2017-09-05 a Wayback Machine. i l'anomenada Knowledge Pool). La col·laboració d'universitats amb empreses va ser l'estudi del Lambert Review al Regne Unit, l'any 2003.

## Reptes
Què complica la transferència de coneixement? Hi ha diversos factors, com ara:
- Geografia o distància[5]
- Limitacions de les TIC (Tecnologies de la informació i Comunicació)[6]
- Manca d'una identitat social compartida o molt ordenada[7]
- Idioma
- Àrees d'expertesa
- Conflictes interns (per exemple, de territori)
- Diferències generacionals
- Relació sindicats-directiva d'empresa
- Incentius
- L'ús de les representacions visuals en la transferència de coneixement
- Problemes amb compartir creences i assumpcions heurístiques i normes culturals
- Exposició o experiència prèvia
- Concepcions errònies
- Informació equivocada
- Organització cultural que no condueix a compartir coneixement (no és la cultura del “coneixement és poder”)
- Qüestions motivacionals
- Manca de confiança
- Capacitat

Everett Rogers, precursor de la teoria de la difusió de la innovació, va presentar un model basat en la recerca sobre com i per què individus i xarxes socials adopten noves idees, pràctiques i productes. En antropologia, el concepte de difusió també explora l'entrada d'idees entre les cultures.

## Procés
- Identificar les persones que tenen el coneixement dintre de l'organització
- Motivar aquestes persones a compartir
- Dissenyar i compartir un mecanisme que faciliti la transferència
- Executar el pla de transferència
- Mesurar per tal d'assegurar la transferència
- Aplicar el coneixement transferit

## Pràctiques
- Tutoria
- Experiència guiada
- Simulació
- Experimentació guiada
- Treball en segon pla
- Treball per parelles
- Comunitats de pràctiques

La transferència de coneixement es practica als centres de recerca d'organismes públics, a empreses o a altres centres de recerca per tal de promoure'n els resultats des de l'òptica de la transferència de tecnologia. Aquesta difusió, que es practica en congressos o en publicacions diverses, constitueix una de les fonts d'informació de la vigilància tecnològica (en francès, veille technologique). La difusió dels coneixements pot també fer-se a través de la publicació d'enciclopèdies, impreses, digitals o bé establertes a Internet.